# Den Namenlosen 1914

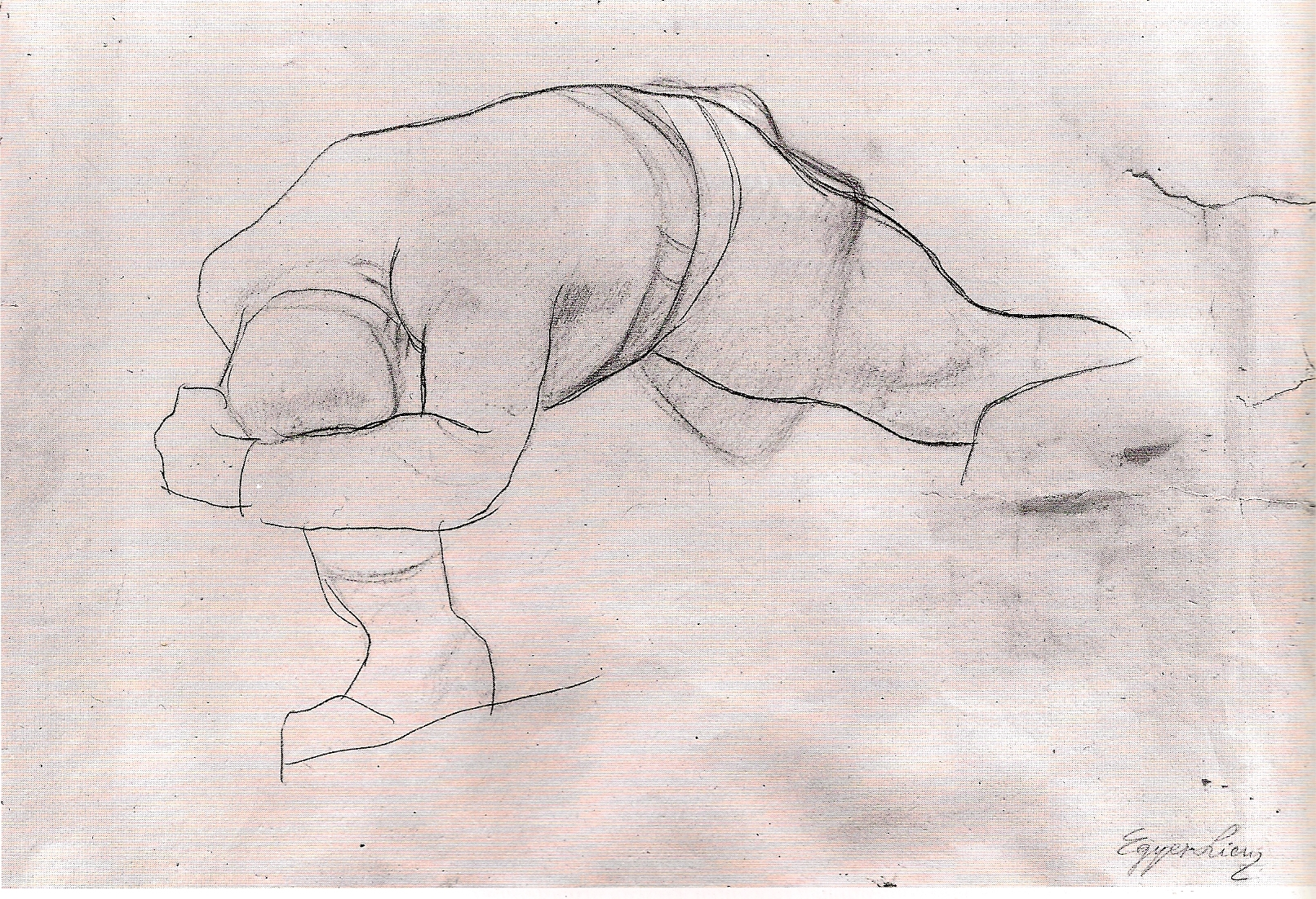
Studium do obrazu Den Namenlosen 1914 (63 × 90 cm, 1916)

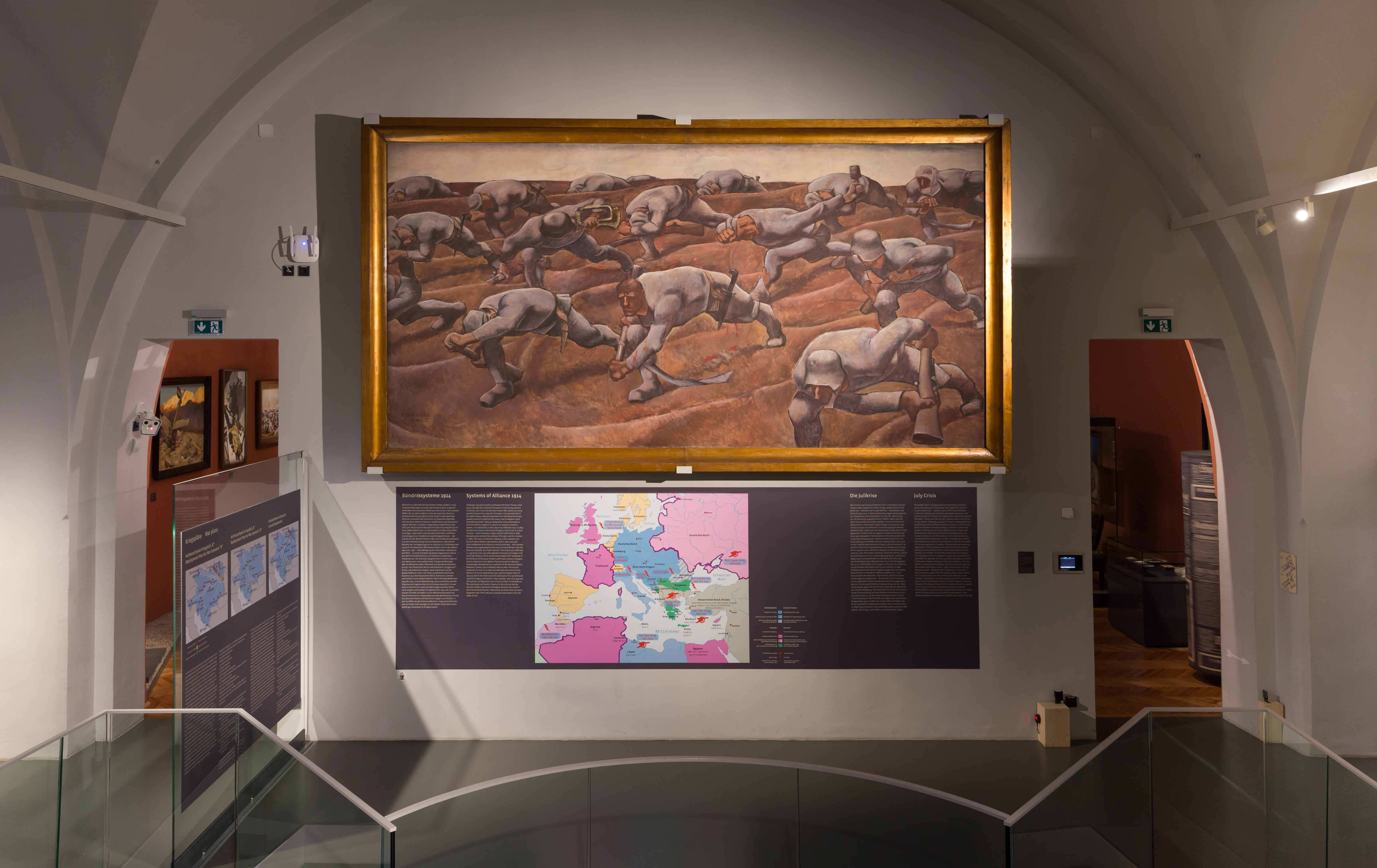
Obraz w Heeresgeschichtliches Museum w Wiedniu (2015)

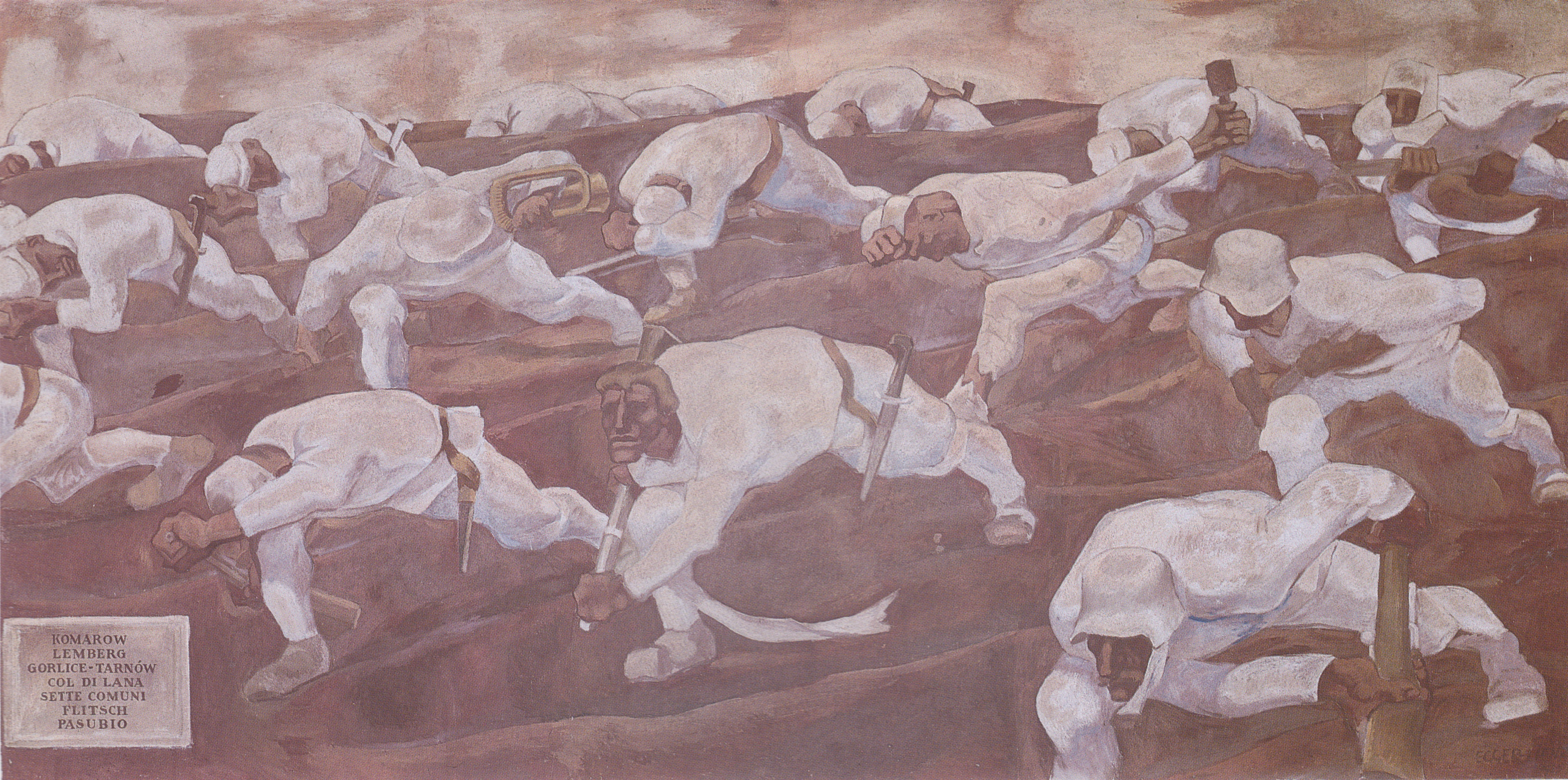
Fresk Sturm. Den Namenlosen w kaplicy w Lienzu, nawiązujący do obrazu

Den Namenlosen 1914 – obraz namalowany temperą na płótnie przez austriackiego malarza Albina Eggera-Lienza w 1916 roku, znajdujący się w zbiorach Heeresgeschichtliches Museum w Wiedniu.

## Opis obrazu
Na obrazie widać 16 żołnierzy idących w jednym kierunku w pozycji kucznej, niemal jak małpy. Ich postawa jest taka sama, jak wojskowych stawiających czoła ciągłemu ostrzałowi wroga. Ich indywidualność przejawia się jedynie w szczegółach, na przykład jeden z żołnierzy nosi trąbkę zamiast karabinu, a hełmy i czapki są mocno nasunięte na głowy. Kompozycja obrazu sugeruje rytmicznie ustrukturyzowany ruch od prawego górnego rogu do lewego dolnego rogu. Wgłębienia w ziemi zdają się odpowiadać kierunkowi natarcia. Ciała żołnierzy są częściowo odcięte, co wzmacnia efekt widzenia jedynie fragmentu większego ruchu. Jednocześnie dwuwymiarowa kompozycja obrazu i ograniczona różnorodność form nadają dziełu wyraźną bezpośredniość. Wąski, rozciągnięty ku górze horyzont wzmacnia przytłaczający efekt.
Wybór tytułu obrazu Den Namenlosen 1914 odzwierciedla stosunek artysty do przemysłowej rzezi wojennej XX wieku. Rok 1914 był rokiem wybuchu I wojny światowej. Żołnierzy nie można przypisać do żadnego konkretnego narodu, ponieważ Egger-Lienz nie wzorował swoich mundurów na żadnym z państw biorących udział w wojnie.

## Odbiór obrazu
Albin Egger-Lienz był jednym z niewielu artystów z Tyrolu, który w latach 1915–1917 pracował dla k.u.k. Kriegspressequartier (KPQ). KPQ udzieliło mu pozwolenia na „malowanie na froncie”, ale nie oznaczało to, że został przyjęty do KPQ i nie podlegał w związku z tym przepisom podatkowym KPQ jako oficjalny artysta wojenny. Od 1916 roku, w którym powstał obraz Den Namenlosen 1914, pracował jako quasi-wolny malarz wojenny w Folgarii i Trydencie. Powstanie obrazu poprzedzało kilka wstępnych szkiców i form, w których Egger-Lienz rozwijał realizm przedstawienia sceny, uzyskany dzięki bezpośredniej obserwacji wydarzeń wojennych, w dobrze skomponowaną, ekspresyjną symbolikę.
Pierwsza publiczna wystawa obrazu Den Namenlosen 1914 odbyła się w Bolzano w 1917 roku, jeszcze w czasie wojny. Reakcje współczesnych krytyków sztuki, zwłaszcza po wystawie zorganizowanej rok później w monachijskim Pałacu Szklanym, były niemal wyłącznie entuzjastyczne. Dzieło to zostało natychmiast uznane za wybitne w gatunku malarstwa wojennego. Mimo że obraz wydawał się formalnie niezwykły, przedstawienie wojskowych podniesione do rangi mitu było bez wątpienia typowe dla epoki i zostało estetycznie opracowane na przykład przez niemieckiego malarza Fritza Erlera.
Albin Egger-Lienz zmarł w 1926 roku. Początkowo austriaccy naziści nie umniejszali jego publicznego uznania. Obraz Den Namenlosen 1914 był głównym dziełem wystawy specjalnej „Deutsche Soldaten und ihre Gegner”, która odbyła się w Heeresgeschichtliches Museum w 1940 roku. Postawa pacyfistyczna, a przynajmniej krytykująca wojnę, którą tylko pozornie dało się łatwo wywnioskować z obrazu, uległa zasadniczej reinterpretacji. W ten sposób osoba Albina Eggera-Lienza oferowała władzy dobry punkt wyjścia do zawłaszczania w duchu narodowosocjalistycznym polityki kulturalnej, gdyż artysta już wcześniej zyskał sobie sławę jako przeciwnik modernizmu i zwolennik sztuki ludowej. Przywłaszczenie to wyrządziło trwałą szkodę jego reputacji po 1945 roku.
W wiedeńskim Heeresgeschichtliches Museum obraz Den Namenlosen 1914 jest częścią stałej wystawy poświęconej I wojnie światowej, która została przeprojektowana w 2014 roku.

## Obraz w twórczości artysty
W katalogu obrazów Albina Eggera-Lienza sporządzonym przez austriackiego malarza i publicystę Wilfrieda Kirschla, Den Namenlosen 1914 nosi numer M 390. W latach 1904–1906 Egger-Lienz przeszedł drogę od wczesnego akademizmu do nacisku na płaskość, zamiłowania do dużych formatów i technik kompozycyjnych podobnych do tych stosowanych przez szwajcarskiego malarza Ferdinanda Hodlera. Powstanie dzieła Den Namenlosen 1914 przypada na ten właśnie okres twórczy artysty.
Pod względem treści wojna, obok chłopstwa i religii, stanowiła główny temat całej twórczości Eggera-Lienza, której poświęcał się w różnych indywidualnych motywach i aspektach twórczych. Zaczynając w 1915 roku od projektowania pocztówek wojennych, szybko pożegnał się z radosnym heroizmem – z którego w Den Namenlosen 1914 nie pozostało już prawie nic – i zwrócił się ku ofiarom i cierpieniom związanym z wojną pod postacią humanitaryzmu. Po zakończeniu wojny w jego obrazach ponownie uwidacznia się czysta groza wojny i masowej zagłady.
Obraz Den Namenlosen 1914 jest również przykładem jednego z głównych zainteresowań artystycznych Albina Eggera-Lienza: dzieło zachowuje wyraźne odniesienie do konkretnego wydarzenia historycznego, a jednocześnie jest symboliczne, przesadzone i uduchowione.
Późnym dziełem Eggera-Lienza była kaplica upamiętniająca ofiary wojny w Lienzu, ozdobiona czterema freskami. Jednym z nich jest Sturm. Den Namenlosen, który powstał w 1925 roku i nawiązuje do obrazu z 1916 roku. Wymiary dzieła wynoszą 236 × 473 centymetrów, czyli niemal tyle samo, co oryginału (245 × 476 cm).